# Android Marshmallow
Pour les articles homonymes, voir Marshmallow.
Android Marshmallow (signifiant « Guimauve ») est la version 6.X du système d'exploitation mobile Android développé par Google,. Elle est disponible depuis le mois d'octobre 2015. Elle est décrite par le niveau d'API 23.

## Fonctionnalités
Marshmallow se concentre principalement sur l’amélioration de l’expérience globale de l’utilisateur introduite par Android Lollipop et apporte quelques fonctionnalités supplémentaires.
Les fonctionnalités mises en lumière dans cette nouvelle version sont l'introduction d'un système d'autorisations pour les applications (accès aux contacts, localisation, etc.), les liens profonds entre les applications (dont les "Chrome Custom Tabs"), le paiement sans contact via NFC (non disponible en France au moment de la sortie de cette version), le support natif de la reconnaissance des empreintes digitales ainsi que des options pour améliorer l'autonomie comme le mode d’alimentation Doze (somnolence) qui met l'appareil en veille profonde lorsqu'il n’est pas manipulé par l’utilisateur et "App Standby" qui fait hiberner les applications rarement utilisées.
Du côté de l'interface utilisateur, il y a une amélioration du contrôle du volume, un nouveau menu de partage, une amélioration de la sélection de texte et l'introduction du mode "Ne pas déranger" plus abouti que le mode "priorité/silence total" de Lollipop.

### Liste complète des fonctionnalités
- Système de permissions granulaires.
- L'assistance vocale peut désormais être lancée depuis l'écran de verrouillage, en remplacement de l'accès au composeur téléphonique.
- Introduction de Google Now on Tap, permettant, en appuyant sur le bouton Home, d'afficher des informations relative à l'écran courant.
- Introduction d'un mode ne pas déranger programmable remplaçant le mode silencieux.
- Les touches de navigation rapide changent de place sur les tablettes.
- Changement des formes de touches tactiles (Retour, Sortir, Jeux..)